# マグダレーナ・ジビュレ・フォン・プロイセン
マグダレーナ・ジビュレ・フォン・プロイセン（Magdalena Sibylle von Preußen, 1586年12月31日 - 1659年2月12日）は、プロイセン公アルブレヒト・フリードリヒの娘で、ザクセン選帝侯ヨハン・ゲオルク1世の2番目の妻。

## 生涯
プロイセン公アルブレヒト・フリードリヒとその妻でユーリヒ＝クレーフェ＝ベルク連合公国の統治者ヴィルヘルム（富裕公）の娘であるマリー・エレオノーレの間の末娘として生まれた。ケーニヒスベルク城で姉たちと一緒に敬虔なプロテスタント信徒として育った。1607年6月19日にトルガウにおいて、ザクセン選帝侯ヨハン・ゲオルク1世と結婚した。
マグダレーナは姪マリア・エレオノーラの夫であるスウェーデン王グスタフ・アドルフの熱烈な崇拝者だった。三十年戦争中、マグダレーナは夫がグスタフ・アドルフを死に追いやった神聖ローマ皇帝フェルディナント2世と和解し、1635年にプラハ条約を結んだことに腹を立てた。マグダレーナはスウェーデン軍の捕虜を助け、また夫の死で悲嘆にくれるマリア・エレオノーラを支えた。

## 子女
- ゾフィー・エレオノーレ（1609年 - 1671年）　1627年、ヘッセン＝ダルムシュタット方伯ゲオルク2世の妃
- マリア・エリーザベト（1610年 - 1684年）　1630年、シュレースヴィヒ＝ホルシュタイン＝ゴットルプ公フレデリク3世と結婚
- クリスティアン・アルブレヒト（1612年）
- ヨハン・ゲオルク2世（1613年 - 1680年）　ザクセン選帝侯
- アウグスト（1614年 - 1680年）　マクデブルク大司教、ザクセン＝ヴァイセンフェルス公
- クリスティアン1世（1615年 - 1691年）　ザクセン＝メルゼブルク公
- マグダレーナ・ジビュレ（1617年 - 1668年）　1634年にデンマーク＝ノルウェー王太子クリスチャンと結婚、1652年にザクセン＝アルテンブルク公フリードリヒ・ヴィルヘルム2世と結婚
- モーリッツ（1619年 - 1681年） - ザクセン＝ツァイツ公
- ハインリヒ（1622年）